# 一之橋
一之橋（いちのはし）は、長野県上水内郡信濃町大字野尻 - 新潟県妙高市大字関川の関川に架かる妙高市道関川毛祝坂線（旧国道18号）の橋長81.1 m（メートル）のトラス橋。

## 概要
国道18号の信越県境に架かる橋梁として建設省関東地方建設局により建設された。
隣には関川関所跡に続く長寿橋が復元されている。

### 現橋
- 形式 - 鋼単径間単純下路曲弦ワーレントラス橋
- 橋格 - 1等橋（TL-20）
- 橋長 - 81.100 m
  - 支間割 - 80.000 m
- 幅員
  - 総幅員 - 7.600 m
  - 有効幅員 - 7.000 m
  - 車道 - 7.000 m
  - 歩道 - なし
- 床版 - 鉄筋コンクリート
- 総鋼重 - 145.747 t
- 施工 - 高田機工
- 架設工法 - ケーブルクレーンステージング工法

## 歴史

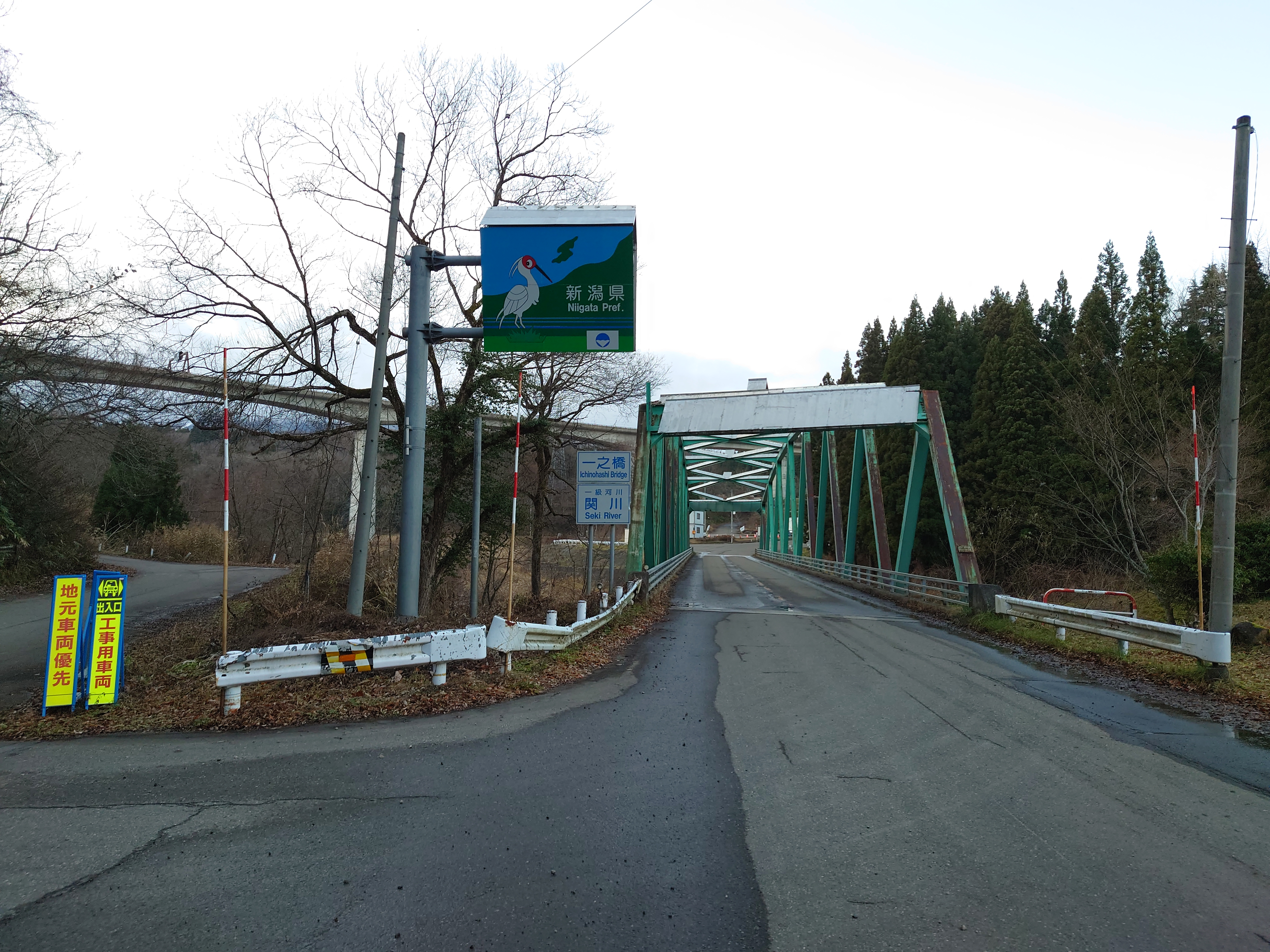
信濃町側から見た一之橋。奥には信越大橋が架かる。

北国街道上にあり、北詰の関川地区には1574年（天正2年）に上杉氏によって関所が設置され、1697年（元禄10年）には幕府の直轄となり佐渡金山からの金銀を輸送ルート上にあるなど交通の要衝となっていた。江戸時代には一之橋のほかに二之橋や三之橋もあったとされる。
北国街道は明治期に国道5号とされた。1920年（大正9年）に旧道路法により、国道11号となった。当時は正式には関川橋とされ、昭和初期に木橋から鉄筋コンクリート橋に架け替えられた。第二次世界大戦後、1952年（昭和27年）の新道路法により国道18号に指定された。
1961年度（昭和36年度）から始まった国道18号一次改築の最後の区間として完成した。5か年計画での整備が求められたため現道改良を多く取り入れることとして、県境の線形は北陸地方建設局と関東地方建設局の協議の上、信越本線の跨道橋から北に延長し、本橋は直線で設計することになった。北陸地方建設局では豪雪地で工期が厳しく以北の整備も残っていたことから一之橋は関東地方建設局が担当することとなった。1966年（昭和41年）に現在の橋に架け替えられ、橋名も一之橋となった。
その後、県境区間は豪雪地帯でありながら急勾配、急カーブが連続し堆雪箇所もなく冬期交通に支障があることから、国道18号二次改築として1986年度（昭和41年度）妙高野尻バイパスに着手した。1997年（平成9年）7月16日に国道18号妙高野尻バイパスが、10月16日に上信越自動車道が開通し、32年間果たした交通の大動脈としての使命を信越大橋とれいめい橋に継承し、妙高高原町に移管された。
2015年（平成27年）に1995年（平成7年）の7.11水害から20年が経過することを記念して、一之橋下流左岸に旅人をテーマとした一里塚が設置された。